# گن‌نین
گن‌نین (به ژاپنی: 元仁 Gennin) نام یک عصر تاریخی ژاپنی بود. این عصر بعد از جوئو (دوره کاماکورا) و قبل از کاروکو قرار داشت و از نوامبر ۱۲۲۴ تا آوریل ۱۲۲۵ میلادی به طول انجامید. در طی این عصر امپراتور گو-هوریکاوا، امپراتور ژاپن بود.